# Будинок Чернігівського реального училища
Будинок Чернігівського реального училища — пам'ятка архітектури та історії місцевого значення у Чернігові. Наразі у будівлі розміщується Чернігівський кооперативний технікум.

## Історія
Рішенням виконкому Чернігівської обласної ради народних депутатів трудящих від 31.05.1971 № 286 надано статус «пам'ятник історії місцевого значення» з охоронним № 52 під назвою «Будинок колишнього реального училища, де розміщувався штаб Червоногвардійського загону та навчалися О. С. Десняк (Руденко) Збанацький відомий радянський письменник», пізніше іменувався «Будинок колишнього реального училища, де розміщувався штаб Червоногвардійського загону та навчалися О. С. Десняк (Руденко), Г. О. Збанацький відомий радянський письменник, І. Кожар — воїн-інтернаціоналіст».
Рішенням виконкому Чернігівської обласної ради народних депутатів від 26.03.1984 № 118 надано статус «пам'ятник архітектури місцевого значення» з охоронним № 10-Чг «Будинок реального училища». На будівлі встановлено інформаційну дошку.

## Опис
Архітектор — Дмитро Савицький. Двоповерховий, кам'яний, Г-подібний у плані будинок. Поєднує композиційні прийоми класицизму та декоративні елементи, характерні для архітектури модерну кінця ХІХ — початку ХХ століть. Будівля займає кут вулиць Преображенська та Музейна, де фасад повернутий на північний захід із входами з обох вулиць.
Чернігівське реальне училище — середній навчальний заклад — було відкрито 1902 року у власному приміщенні на розі вулиць Гонча та Бульварна. 1915 року училище включало 7 основних та один підготовчий класи, налічувало 286 учнів. 1917 року училище було закрито. В училищі навчалися Олекса Десняк, Григорій Збанацький, Іван Товстуха.
Після закриття училища: у період 1917—1918 років у будівлі знаходився Штаб червоногвардійського загону, потім у період 1919—1933 років — Чернігівський інститут народної освіти, 1933—1941 роки — Вища комуністична сільськогосподарська школа. Після Другої світової війни до будівлі з південної сторони (на стороні вулиці Горького) був прибудований новий корпус. Із цього періоду у будівлі розміщується Чернігівський кооперативний технікум. Наразі окрім кооперативного технікуму в будівлі розташовані філії Полтавського університету економіки та торгівлі та Класичного приватного університету.
Меморіальні дошки, що були на будівлі:
1. українському радянському письменнику та журналісту, уродженцю Чернігівщини Олексі Десняку — на будівлі інституту соціального виховання (зараз училище), де навчався (1928—1931)[4]
2. українському радянському письменнику, Герою Радянського Союзу, уродженцю Чернігівщини Григорію Збанацькому — на будівлі училища, де навчався
3. штабу червоногвардійського загону — демонтовано — на будівлі училища, де розташовувався штаб (1917—1918, дошка 1971)[5]
4. Радянському державному та партійному діячеві, уродженцю Чернігівщини Івану Товстуху — демонтовано — на будівлі училища, де навчався (1902—1907)[6]